# الطاح

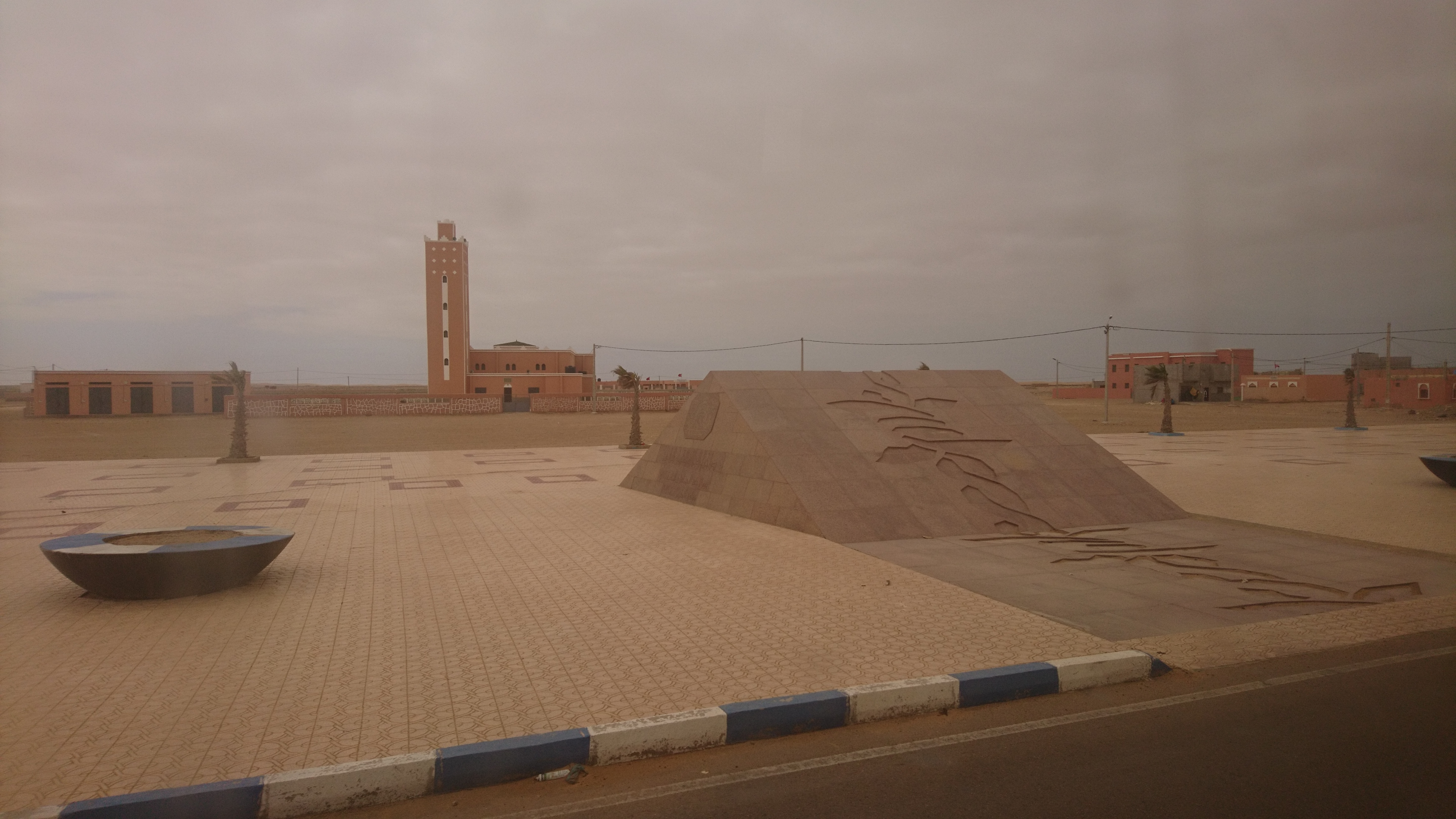
نصب تذكاري بالطاح.

الطَّاح هي جماعة قروية في إقليم طرفاية بجهة العيون الساقية الحمراء في الأقاليم الجنوبية المغربية، وبلغ عدد سكانها 1516 نسمة، حسب الإحصاء العام للسكان والسكنى لسنة 2014.

## الاقتصاد

### الصيد البحري
أمكريو هي قرية للصيد البحري تم إنشاءها في سنة 2005 بجماعة الطاح، وقد جاء إنشاءها في إطار برنامج تنموي لوزارة الفلاحة والصيد البحري، الهادف لإنشاء قرى الصيادين ونقط تفريغ مجهزة على امتداد الساحل المغربي، من أجل تعزيز قطاع الصيد البحري وإنعاش الصيد التقليدي.

### معمل سيموس
هو معمل لإنتاج الإسمنت، يقع بجماعة الطاح، غير بعيد عن مدينة طرفاية. تبلغ طاقته الإنتاجية 000 300 طن من الإسمنت سنوياً.

### الطاقة الريحية
تتوفر الطاح على محطة لإنتاج الطاقة الريحية بسعة 300 ميغاوات.

## روابط خارجية
- الصفحة الرسمية لجماعة الطاح (فايسبوك)